# Sanatorium Sosnowy Bor

Ansichtskarte des Sanatoriums um 1900

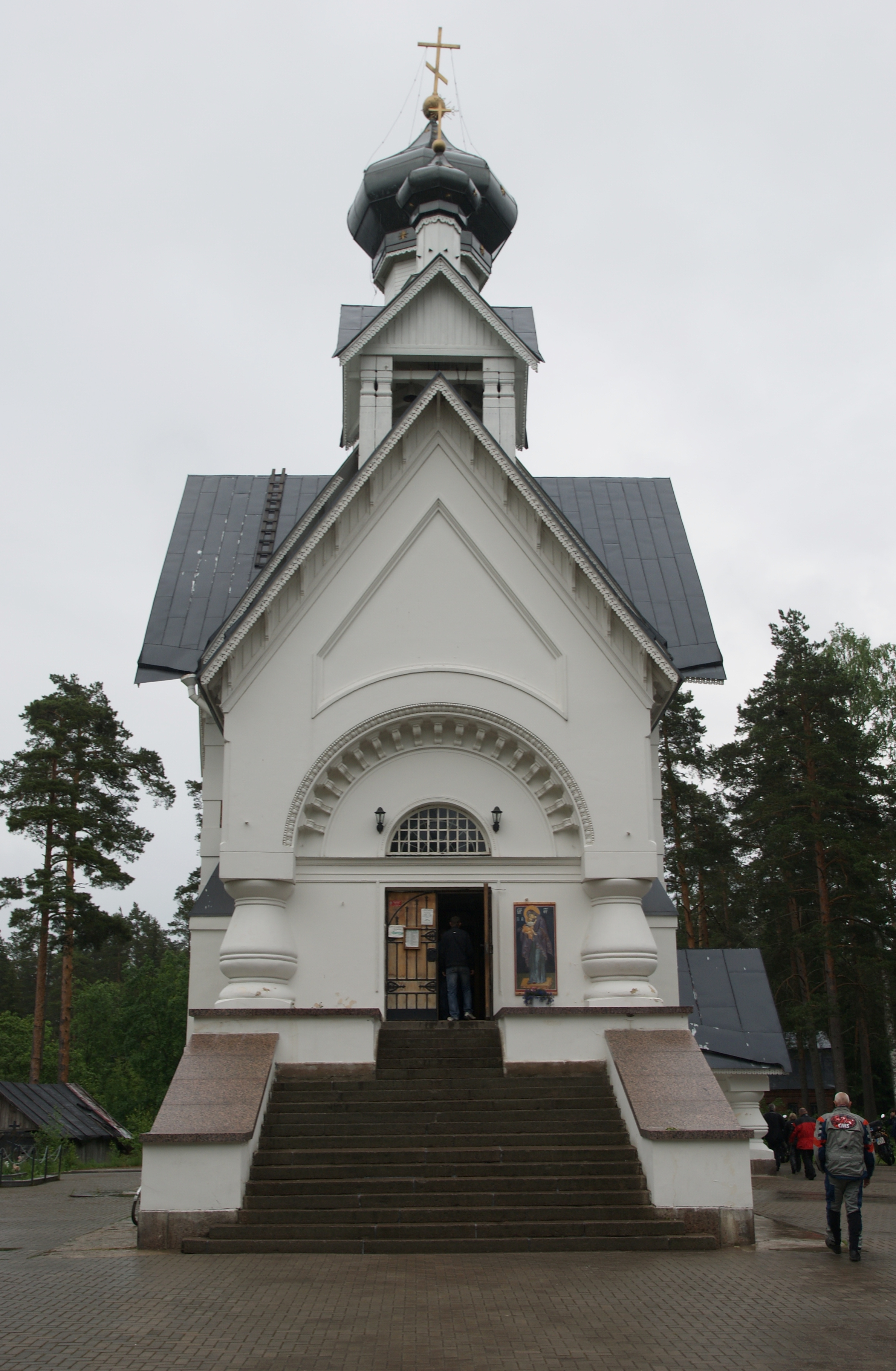
Alexander-Newski-Kirche

Sanatorium Sosnowy Bor (russisch Санаторий Сосновый Бор, wörtl. Sanatorium Kiefernwald), bis 1949 Sanatorium Halila (Халила, Chalila), ist eine russische Siedlung nordwestlich von Sankt Petersburg im Rajon Wyborg der Oblast Leningrad. Die Ortschaft besteht aus einem Sanatorium als Lungenheilstätte sowie den dazugehörigen Infrastrukturgebäuden und den Wohnhäusern für das Personal.

## Lage
Die Ortschaft liegt rund 60 Kilometer südlich von Wyborg. Das in einem großen Kiefernwald gelegene Sanatorium ist rund fünf Kilometer von der nächstgrößeren Straße A125 und rund acht Kilometer vom nächsten Ort Poljany (fin. Uusikirkko) entfernt.

## Geschichte
Zur Behandlung von Tuberkulose-Patienten wurden ab der Mitte des 19. Jahrhunderts Sanatorien vor allem in den Gebirgs- und Vorgebirgsregionen errichtet und betrieben. So entstanden mehrere solcher Kliniken auf der Krim und im Kaukasus.
Entgegen den landläufigen Ansichten zur Lage einer solchen Lungenheilstätte eröffnete der Arzt Wladimir von Dittmann am 1. Juni 1889 im Waldgebiet zwischen Sankt Petersburg und Wyborg auf der Flur des karelischen Dorfes Halila das private Sanatorium Halila. Das zweistöckige Sanatoriumsgebäude hatte 34 Zimmer und bot Platz für 16 bis 20 Tuberkulose-Patienten. Auf Grund des ausbleibenden Erfolgs in Bezug auf der Auslastung der Klinik, stellte Dittmann am 15. November 1891 den Betrieb ein. Das Sanatorium wurde daraufhin am 23. Dezember 1891 von Zar Alexander III. für 100.000 Goldrubel erworben.
In der Folge wurde das Sanatoriumsgebäude erweitert, um 30 weitere Patienten unterbringen zu können. Das Gebäude erhielt eine elektrische Beleuchtung und einen Anschluss an die Wasserversorgung. Außerdem erfolgte der Bau einer orthodoxen Kirche für Alexander Newski. Die aus Holz errichtete Kirche brande später nieder und wurde von 1905 bis 1907 als Steingebäude errichtet. Diese wurde ab 1925 auch für evangelisch-lutherische Gottesdienste genutzt.
Zur Behandlung von Schülern der Erziehungsanstalten von Zarin Maria wurde 1894 ein zweites Gebäude für 24 Patienten errichtet. Dieses wurde nach der Zarin benannt.
Auf Initiative von Zarin Alexandra Fjodorowna wurde 1895 mit finanziellen Mittel von Zar Nikolaus II. das Sanatorium erneut erweitert. Der Nikolaus-Bau wurde im August 1897 eröffnet. Dieses Gebäude bot anfänglich Platz für 50 Patienten. Diese Plätze waren vorrangig für Offiziere der Marine und der Garde aus St. Petersburg vorgesehen. Später wurde die Kapazität auf 90 Plätze erhöht, wovon 50 Plätze für Offiziere vorgesehen waren.
1912 wurden insgesamt 445 Patienten behandelt. Mit der Zeit stieg die Nachfrage nach entsprechenden Sanatoriumsplätzen an, so dass bald die Nachfrage nicht mehr befriedigt werden konnte. Deshalb wurde von 1913 bis 1915 die "Neue-Alexander-Abteilung" errichtet. Das nach Plänen des Wyborger Gouvernementsarchitekten Allan Carl Waldemar Schulman erbaute Gebäude bot Platz zur Behandlung von 90 Frauen.
Neben den vier Sanatoriumsgebäuden wurden auf dem 500 Hektar umfassenden Klinikgelände weitere Gebäude errichtet. Neben Wohnhäusern für Bedienstete und Ärzte, gab es eine Post, ein Kraftwerk, einen Wasserturm, ein Feuerwehrhaus, eine Wäscherei, ein Hotel, eine Quarantänestation, eine Schule sowie verschiedene Garagen, Abstell- und Lagergebäude. Das Trinkwasser für die Anlage wird aus einem nahen See gefiltert und mittels Pumpen zum Sanatorium transportiert. Die Wirtschaft des nahen Dorfes Halila war ganz auf die Versorgung des Sanatoriums ausgerichtet. 1920 waren über 780 Kinder aus Petrograd im Sanatorium untergebracht, die vom Amerikanischen Roten Kreuz betreut wurden.
1920 kam das Sanatorium zu Finnland. Der Maria-Bau und der ältere Alexander-Bau wurden inzwischen auf Grund der unzulänglichen hygienischen Standards nicht mehr benutzt. Die Großfürstin Xenija Alexandrowna Romanowa klagte gegen den finnischen Staat auf Entschädigung, die ihr 1933 in Höhe von 15.000 Pfund Sterling nach einem gerichtlichen Vergleich gezahlt wurden. Bis 1940 diente die Klinik in Finnland als öffentliches Krankenhaus. Auf Grund Artikel 30 des Friedensabkommens von Dorpat zwischen Finnland und der Sowjetunion von 1920, stand bis 1930 die Hälfte der Betten des Sanatoriums auch den Einwohnern aus Petrograd und Umgebung zur Verfügung.
Während des Zweiten Weltkrieges diente das Sanatorium als Krankenhaus für finnische und sowjetische Soldaten. Der Maria-Bau und der Nikolaus-Bau wurden während des Krieges zerstört. Nach dem Ende des Krieges wurde die Tuberkulose-Behandlung wiederaufgenommen. 1949 wurde das Sanatorium von „Halila“ in „Sosnowy Bor“ umbenannt.
Ab 1976 wurde ein neuer Mitarbeiterwohnblock mit 100 Wohnungen errichtet. Zur Versorgung der Patienten wurde mit dem Anbau von landwirtschaftlichen Erzeugnissen begonnen. Außerdem wurde die vier Kilometer lange Zufahrtsstraße asphaltiert, eine Kläranlage errichtet sowie die orthodoxe Kirche saniert.
Das Sanatorium ist seit 1987 eine eigenständige Ortschaft. Die Klinik beherbergt 300 Betten und hat ein Personal von 200 Personen.
Am 26. Juli 1995 wurde die Klinik in „Stadtsanatorium Sosnowy Bor“ umbenannt. Die Klinik wurde seitdem renoviert und erweitert. Die noch vorhandene Neue-Alexander-Abteilung steht unter Denkmalschutz.

## Sanatorium
Das Sanatorium untersteht heute der Verwaltung der Stadt Sankt Petersburg. Derzeit werden jährlich rund 2000 Tuberkulose-Patienten aus der Stadt Sankt Petersburg und der Oblast Leningrad betreut.
In der Klinik werden verschiedene therapeutische und diagnostische Methoden angewandt. So werden Chemotherapien, Physiotherapien, Sole-, Licht- und Luftbehandlungen angeboten. Daneben bietet das Sanatorium eine spezielle diätische Verpflegung.